# Павлівська сільська рада (Машівський район)
Павлівська сільська рада — колишній орган місцевого самоврядування у Машівському районі Полтавської області з центром у c. Павлівка.

## Населені пункти
Сільраді були підпорядковані населені пункти:
- c. Павлівка
- с. Грабівщина